# Pròtom

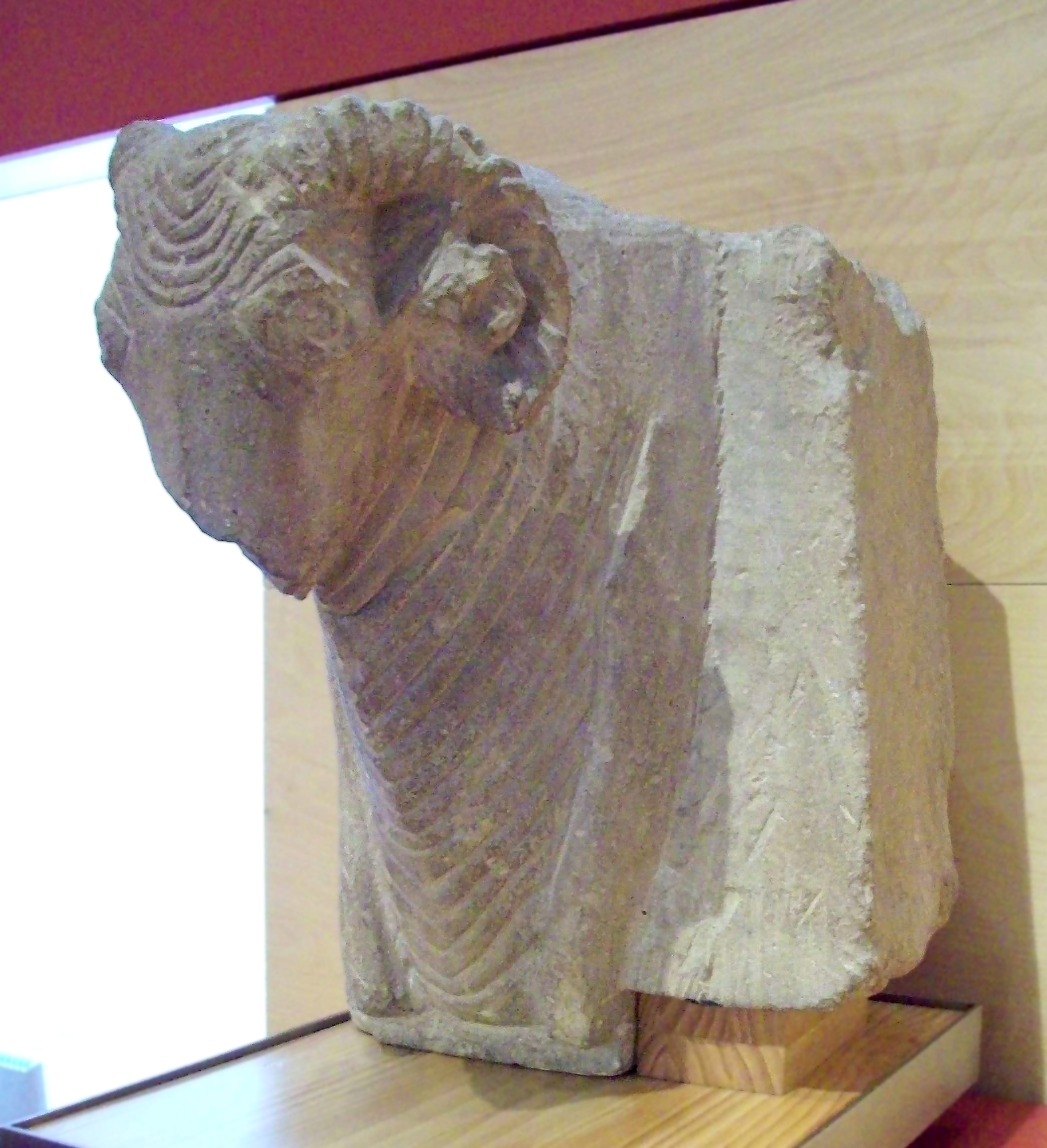
Protomé íber de moltó esculpit en un carreu (MAN, Madrid).

Pròtom o protomé (en grec antic: προτομή, protomé, «part anterior», «bust») és la representació en alt relleu d'un animal real o imaginari, d'un monstre o d'una persona. Es representa el cap, el bust o el bust amb els membres anteriors.
Va ser emprada com a motiu decoratiu o de suport d'elements arquitectònics ja en l'antiguitat clàssica. D'exemples n'hi ha a mènsules, cornises, frontons, obres d'orfebreria, monedes, ceràmiques, etc.
El terme va ser introduït en la terminologia de l'art al segle xix.